# Wolftyla
Tyla Parham (Nova York, 1 de junho de 1996), mais conhecida como Wolftyla é uma cantora, compositora e influenciadora digital norte-americana. Ela ganhou popularidade em 2014, com publicações no aplicativo de compartilhamento de vídeos Vine. No ano seguinte, lançou o seu primeiro single "Feels" no SoundCloud que obteve mais de 8 milhões de reproduções. Foi reconhecida como uma das compositoras de "Simon Says" de Megan Thee Stallion e Juicy J após polêmicas envolvendo os créditos da canção.
Em março de 2020 colaborou no single "The Baddest" do grupo feminino de K-pop K/DA, e meses depois, na faixa "Drum Go Dum". Lançou seu primeiro EP, intitulado Wolf in Color em 28 de agosto de 2020.